# 臺灣總督府總督官房
台灣總督府總督官房是位在台灣總督府官署內部的內部部局，作為輔佐台灣總督的官房。該機構轄下設有多課，也有政策面的制定與研擬。

## 沿革
1895年，台灣總督府始政，即設陸軍、海軍、民政及總督官房四部門。因為台灣總督擁有立法、行政、司法等權，該幕僚擁有立法及頒布總督府令的絕對權力，這些權力後來由六三法予以補充法源；之後，在三一法後，稍加被節制與制衡。
總督官房並不設主官，其直屬長官即為總督。另外，其轄下機關總數與名稱隨總督更換，迭有變更，不過綜其言約設有秘書課、人事課、審議課、調查課、情報課、營繕課、外務課等等。

## 組織
- 總督官房[1]
  - 秘書官室、人事課、審議室、文書課、地方監察課、情報課

## 機關首長

### 法務課長
| 任次 | 肖像 | 姓名 (生–卒)         | 在任時間       | 在任時間       | 備註                             |
| ---- | ---- | -------------------- | -------------- | -------------- | -------------------------------- |
| 1    |      | 和田一次 (1884–1949) | 1924年12月25日 | 1926年1月27日  |                                  |
| 2    |      | 下村充郎 (？–？)     | 1926年1月27日  | 1926年8月13日  | 以總督官房文書課長兼任。         |
| 3    |      | 一戶二郎 (1894–1938) | 1926年8月13日  | 1926年11月30日 | 以總督官房秘書課長兼任。         |
| 4    |      | 和田一次 (1884–1949) | 1926年11月30日 | 1928年7月21日  |                                  |
| 5    |      | 水越幸一 (1879–？)   | 1928年7月21日  | 1928年8月11日  |                                  |
| 6    |      | 伊藤兼吉 (？–？)     | 1928年8月11日  | 1929年5月17日  |                                  |
| 7    |      | 杉本良 (1887–1988)   | 1929年5月17日  | 1929年7月20日  | 以總督官房會計課長兼任。         |
| 代理 |      | 山本真平 (1893–？)   | 1929年7月20日  | 1930年4月30日  | 以臺北地方法院檢察局檢察官兼任。 |
| 8    |      | 帶金悅之助 (？–？)   | 1930年4月30日  | 1932年7月23日  |                                  |
| 9    |      | 山本真平 (1893–？)   | 1932年7月日23  | 1936年12月19日 |                                  |
| 10   |      | 中村八十一 (？–？)   | 1936年12月19日 | 1940年3月6日   |                                  |

###### 附註
1. ↑  原法務部長。
2. ↑  改任總督官房文書課長兼調查課長。
3. ↑  原交通局理事。
4. ↑  改任總督官房法務課勤務。
5. ↑  原臺中地方法院檢察局檢察官長。
6. ↑  原臺北地方法院檢察局檢察官。
7. ↑  改任總督官房人事課長兼調查課長。
8. ↑  原臺北地方法院檢察局檢察官。
9. ↑  改任法務局長。

### 營繕課長
| 任次 | 肖像 | 姓名 (生–卒)         | 在任時間      | 在任時間      | 備註 |
| ---- | ---- | -------------------- | ------------- | ------------- | ---- |
| 1    |      | 井手薰 (1879–1944)   | 1929年5月13日 | 1940年7月8日  |      |
| 2    |      | 大倉三郎 (1900–1983) | 1940年7月8日  | 1942年11月1日 |      |

###### 附註
1. ↑  改任財務局營繕課長。

### 外事部
- 外事部
  - （庶務系→）庶務課、（第一課→）管理課、（第二課→）調查課

#### 外事部長
| 任次 | 肖像 | 姓名 (生–卒)         | 在任時間       | 在任時間       | 備註             |
| ---- | ---- | -------------------- | -------------- | -------------- | ---------------- |
| 1    |      | 千葉蓁一 (？–？)     | 1940年3月7日   | 1941年1月8日   |                  |
| 2    |      | 蜂谷輝雄 (1895–1979) | 1941年1月8日   | 1944年12月30日 |                  |
| 代理 |      | 齋藤樹 (1888–1951)   | 1944年12月30日 | 1945年1月6日   | 以總務長官代理。 |
| 代理 |      | 成田一郎 (1894–1959) | 1945年1月6日   | 1945年9月15日  | 以總務長官代理。 |
| 3    |      | 守屋和郎 (1893–1977) | 1945年9月15日  | 1945年10月25日 |                  |

##### 附註
1. ↑  原總督官房外務部長。
2. ↑  改任駐法國特命全權公使。
3. ↑  原駐保加利亞特命全權公使。
4. ↑  改任駐印度特命全權公使。

### 企劃部
- 企劃部
  - 庶務系、企劃課、物資課、勞務課、統計課

#### 企劃部長
| 任次 | 肖像 | 姓名 (生–卒)           | 在任時間       | 在任時間       | 備註             |
| ---- | ---- | ---------------------- | -------------- | -------------- | ---------------- |
| 1    |      | 須田一二三 (1899–1951) | 1941年1月8日   | 1942年10月14日 |                  |
| 代理 |      | 齋藤樹 (1888–1951)     | 1942年10月14日 | 1942年11月1日  | 以總務長官代理。 |

##### 附註
1. ↑  原總督官房人事課長。
2. ↑  改任殖產局長。